# Ida Carrara
Ida Carrara (16 de junio de 1928 – 5 de diciembre de 2013) fue una actriz teatral, cinematográfica y televisiva de nacionalidad italiana.

## Biografía
Nacida en Bonorva, Italia, era la menor de los diez hijos de Aristide, originario de Agrigento, y Cesira Tolu, originaria de Guspini.
Joven actriz de la compañía de Paola Borboni, en 1948 se incorporó a la siciliana Compañía de Rosina Anselmi y Michele Abruzzo.
En la temporada 1948-49 formó parte de la Compañía Pier Maria Rosso di San Secondo con Rocco D'Assunta. Dos años más tarde, en 1951, se casó con el actor siciliano Turi Ferro, con el que trabajó a menudo.
En 1958 formó parte del Teatro Stabile de Catania. y en la temporada 1959-60 actuó en Así es (si así os parece), de Luigi Pirandello, encarnando a la Señora Frola, estando acompañada por Virginia Balistrieri.
Su repertorio fue muy amplio y rico, no solo de autores sicilianos como Giovanni Verga, Federico De Roberto, Giuseppe  Fava, Leonardo Sciascia, Dacia Maraini y, sobre todo, de Luigi Pirandello, sino de escritores de la talla de Antón Chéjov, Molière, Federico García Lorca, Eugene O'Neill, Tennessee Williams, Agota Kristof, Alfred Uhry o Colin Higgins.
En 2010, en una de sus últimas actuaciones, fue una de las protagonistas de Sicilian Tragedi, de Ottavio Cappellani.
Ida Carrara falleció en 2013 en Catania, Italia.

## Teatro
- Caccia al lupo (1959)
- Giacomino re del grano (1959)
- Pensaci, Giacomino! (1960, 1999)
- Fiat voluntas Dei (1961)
- Domini (1961)
- Il marchese di Ruvolito (1961)
- L'altalena (1962)
- Gatta ci cova (1962)
- Vestire gli ignudi (1962, 1973)
- La lupa (1962)
- Fumo negli occhi (1962)
- Questa sera si recita a soggetto (1963)
- Mariana Pineda (1963)
- Né di venere né di marte (1963)
- Affari di stato (1963)
- Dal tuo al mio (1963, 1987)
- Il giuoco delle parti (1964)
- Ma non è una cosa seria (1964, 1979)
- L'uomo e la sua morte (1964)
- Lu surdatu Vantaloru (1965)
- Il rosario (1965, 2007)
- Gli Abusivi (1965)
- Tío Vania (1965)
- L'isola dei pupi (1965)
- Seis personajes en busca de autor (1966)
- Un certo giorno di un certo anno in Aulide (1966)
- El avaro (1966)
- Yerma (1967)
- Matrimonio del signor Mississippi (1967)
- El enfermo imaginario (1967)
- Le bisacce del lupinaio (1968)
- La commedia degli scambi (1968)
- Le vacche grasse (1968)
- Liolà (1968)
- I Vicerè (1969, 1994)
- La violenza (1970)
- La vida que te di (1970)
- Il Paraninfo (1971)
- Il berretto a sonagli (1972, 1982, 1986, 1993, 1995)
- Cavalleria rusticana (1972)
- Il proboviro (1972)
- Come prima meglio di prima (1972)
- Anna Christie (1974)
- Así es (si así os parece) (1976, 2008)
- Vita dei campi (1976)
- A ciascuno il suo (1980)
- La signora Morli, una e due (1980)
- Las troyanas (1981)
- I Malavoglia (1982, 1998)
- Ultima violenza (1983)
- Bodas de sangre (1983)
- Che magnifica nottata (1984)
- El jardín de los cerezos (1985)
- Il Gallo (1989)
- Servo di scena (1993)
- La cattura (2001)
- Le città del mondo (2002)
- Tra vestiti che ballano (2002)
- La chiave dell’ascensore (2002, 2003, 2008)
- La Signora Lèuca (2004)
- Ecuba o della guerra (2004)
- A spasso con Daisy (2006)
- Maude (2007)
- Di Cristu la morti e passioni (2008)
- Colomba (2009)
- Sicilian Tragedi (2010)

## Cine
- Un uomo da bruciare (1962)
- Un caso di coscienza (1970)
- Andata e ritorno (2011)
- Il migliore studio della città (2012)

## Televisión
- Cavalleria rusticana (1967)
- A ciascuno il suo (1983) Teatro
- La famiglia Ceravolo (1985)
- Senza via d'uscita - Un amore spezzato - (2007)
- Paolo Borsellino (2010)

## Radio
- L'aria del continente (1955)